# Samuel T. Worcester
Samuel Thomas Worcester (30 de agosto de 1804-6 de diciembre de 1882) fue un Representante estadounidense por Ohio.
Samuel Worcester nació en Hollis, Nuevo Hampshire, asistió a la Phillips Academy y se graduó en derecho por la Universidad de Harvard en 1830. Posteriormente fue admitido al colegio de abogados en 1835 y comenzó sus prácticas en Norwalk. Se desempeñó como miembro del senado de Ohio entre 1849 y 1850, y fue juez de la Corte de Apelaciones de Peticiones Comununes de Ohio en 1859 y 1860. 
Worcester fue elegido por el Partido republicano para el 37.º congreso ocupando un puesto vacante dejado por la dimisión de John Sherman, y que estuvo en funciones desde el 4 de julio de 1861 al 3 de marzo de 1863. Retomó sus prácticas de abogado y se dedicó a actividades literarias. Murió en Nashua, el 6 de diciembre de 1882.
Fue enterrado en el cementerio South, en Hollis, Nuevo Hampshire.